# یوبال

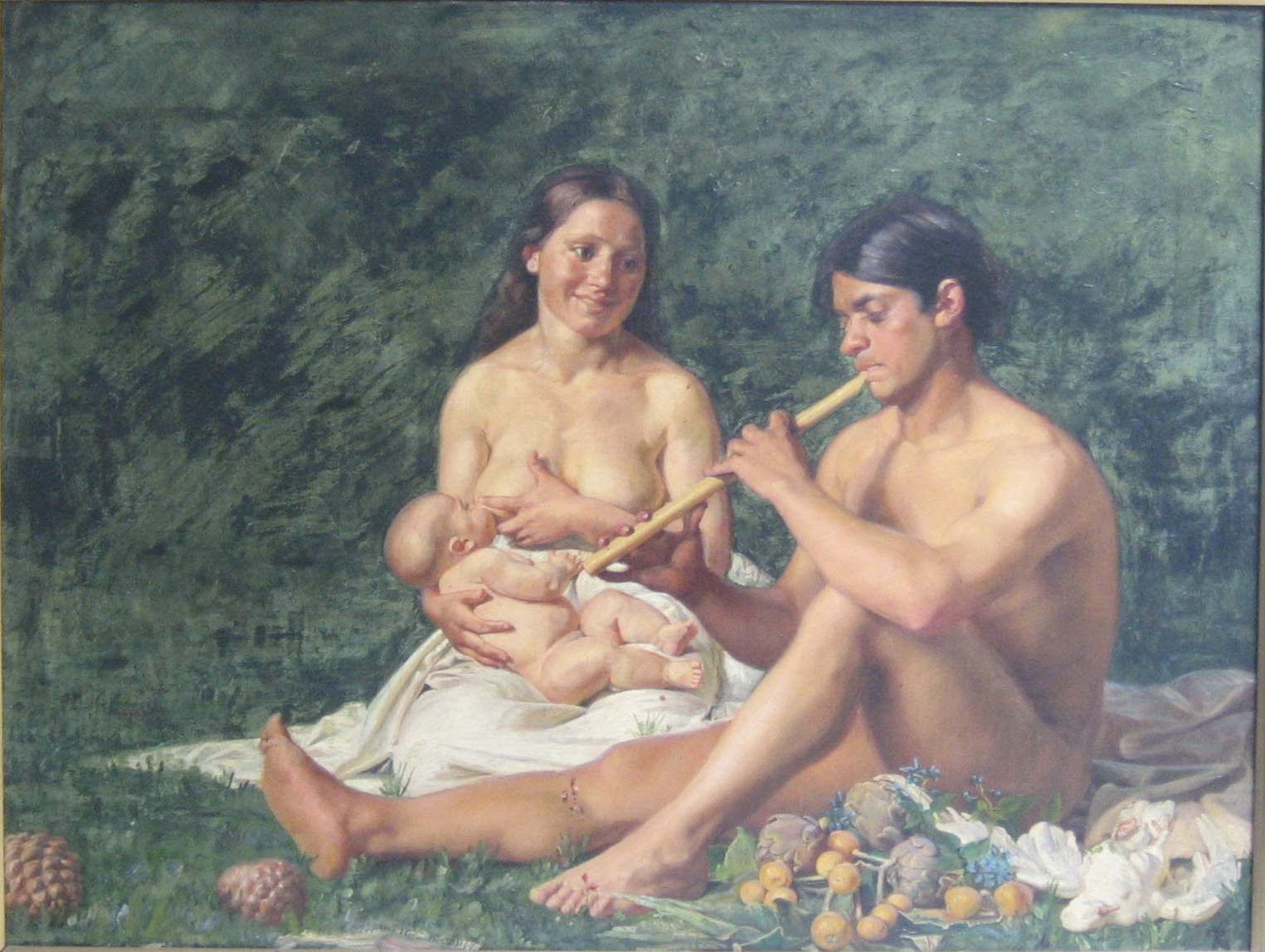
یوبال و خانواده در نقاشی کریستین زارتمن

یوبال مردی است که از او در کتاب مقدس عبری در سفر پیدایش نام برده شده‌است. او به عنوان پدر همهٔ کسانی که چنگ و فلوت می‌نوازند شناخته می‌شود.

## خانواده
یوبال از نوادگان قابیل است و پسر لمک و عاده است؛ او برادر یابال، برادر ناتنی توبال-قائن، و برادر نانتی نعمه است.

## سازها
گفته می‌شود که یوبال ساز کینور (به عبری: כנור، که معادل چنگ یا چنگ رومی ترجمه شده‌است) و عوقب (به عبری: עוגב، که معادل فلوت یا نی ترجمه شده‌است) می‌نواخته‌است. به عقیدهٔ برخی ممکن است ساز عوقب در اصل نوعی موسیقار بوده باشد."